# Dianthus formanekii
Dianthus formanekii là loài thực vật có hoa thuộc họ Cẩm chướng. Loài này được Borbás ex Formánek mô tả khoa học đầu tiên năm 1894.